# Chemins du rail
Chemins du Rail est le nom d'une association sans but lucratif (ASBL) fondée en 1996 à Namur en Belgique.

## Histoire
L'association sans but lucratif (ASBL) dénommée « Chemins du Rail » est créée en janvier 1996 à Namur en Belgique. Son objet est de « Préserver et mettre en valeur les lignes de chemin de fer désaffectées en les transformant en chemins pour usagers non motorisés (piétons, cyclistes, cavaliers, personnes à mobilité réduite, rollers...) ».
Le 7 février 2006 le Parlement wallon fête les dix ans de l'association qui est l'un des principaux promoteurs de la création du réseau autonome des voies lentes (RAVEL).

## Concept
Le nom de cette association a donné lieu à un véritable concept en matière d'aménagement du territoire.
En collaboration avec la Région wallonne, elle joue un rôle important dans la mise en place du Réseau RAVeL et dans l'encadrement de projets Pré-RAVeL.

## Publications
- Anne Daubechies et Gilbert Perrin, Dictionnaire du patrimoine ferroviaire, Institut du patrimoine wallon / Chemins du rail, coll. « Les dossiers de l'IPW » (no 12), 2013, 114 p. (ISBN 9782875221124).